# 大卫·道格拉斯
大卫·道格拉斯 （1799年6月25日—1834年7月12日）是英国苏格兰植物学家，在夏威夷去世。

## 生平
道格拉斯出生于斯昆附近的一个小村庄，中学毕业后在曼斯菲尔德侯爵的斯昆宫植物园担任了7年园丁学徒，然后到佩斯学院就学，毕业后到法夫工作，并得以接触图书馆中的动物、植物类著作，其后到格拉斯哥工作，并到格拉斯哥大学旁听植物学讲座，受到教授的欣赏，带领他参与到苏格兰高地的考察，并推荐他到伦敦的皇家园艺协会。
1824年，受格拉斯哥植物园的威廉·杰克逊·胡克爵士委托，他开始对西北太平洋区域进行植物考察，1826年春季，他登上了加拿大落矶山的虎克和布朗峰。1827年，他引进了北美黄杉并繁育成功，他向英国引进的主要植物品种还包括西加云杉（ Picea sitchensis）、糖松（Pinus lambertiana）、西部白松（Pinus monticola）、美国黄松(Pinus ponderosa)、北美冷衫(Abies grandis)和壮丽冷衫（Abies procera ）等针叶树，以及茶藨子科、钓钟柳属（Penstemon）、羽扇豆属（lupinus）植物、北美白珠树（Gaultheria shallon）、金英花（California poppy）等灌木和草本植物，大约向英国引进了240种新种植物。
1830年，他第一次到夏威夷考察，1833年12月又一次前往，并登上冒纳罗亚火山，1834年，当他攀登冒纳凯阿火山时，誤入捕獸陷阱去世，年仅35岁，安葬在檀香山附近的一座公墓中。

## 著作
- Douglas, David. . W. Wesley & Son under the direction of the Royal Horticultural Society. 1914.华盛顿州图书馆网页可以找到[]